# Аерозолна боя
Аерозолната боя (популярна като спрей боя) е боя, която се предлага в запечатан контейнер под налягане и се освобождава в аерозолен спрей, когато бутонът на клапана се натисне. Аерозолното боядисване е една форма на боядисване със спрей; оставя гладко, равномерно покритие, за разлика от много традиционни валцувани и четки бои. Кутиите със стандартни размери са леки, преносими, евтини и лесни за съхранение. Аерозолен грунд може да се нанася директно върху гол метал и много пластмаси.
Известно е, че графити художниците използват спрей боя, тъй като носителят е бърз, постоянен и преносим. Произходът на продукта обаче датира от 1949 г., когато е проектиран с много практичната цел за нанасяне на алуминиеви покрития върху радиатори.